# 茨城県中央理容美容専門学校
茨城県中央理容美容専門学校（いばらきけんちゅうおうりようびようせんもんがっこう）は、茨城県理容生活衛生同業組合が設置している理容師・美容師になるための厚生労働大臣指定の専門学校。

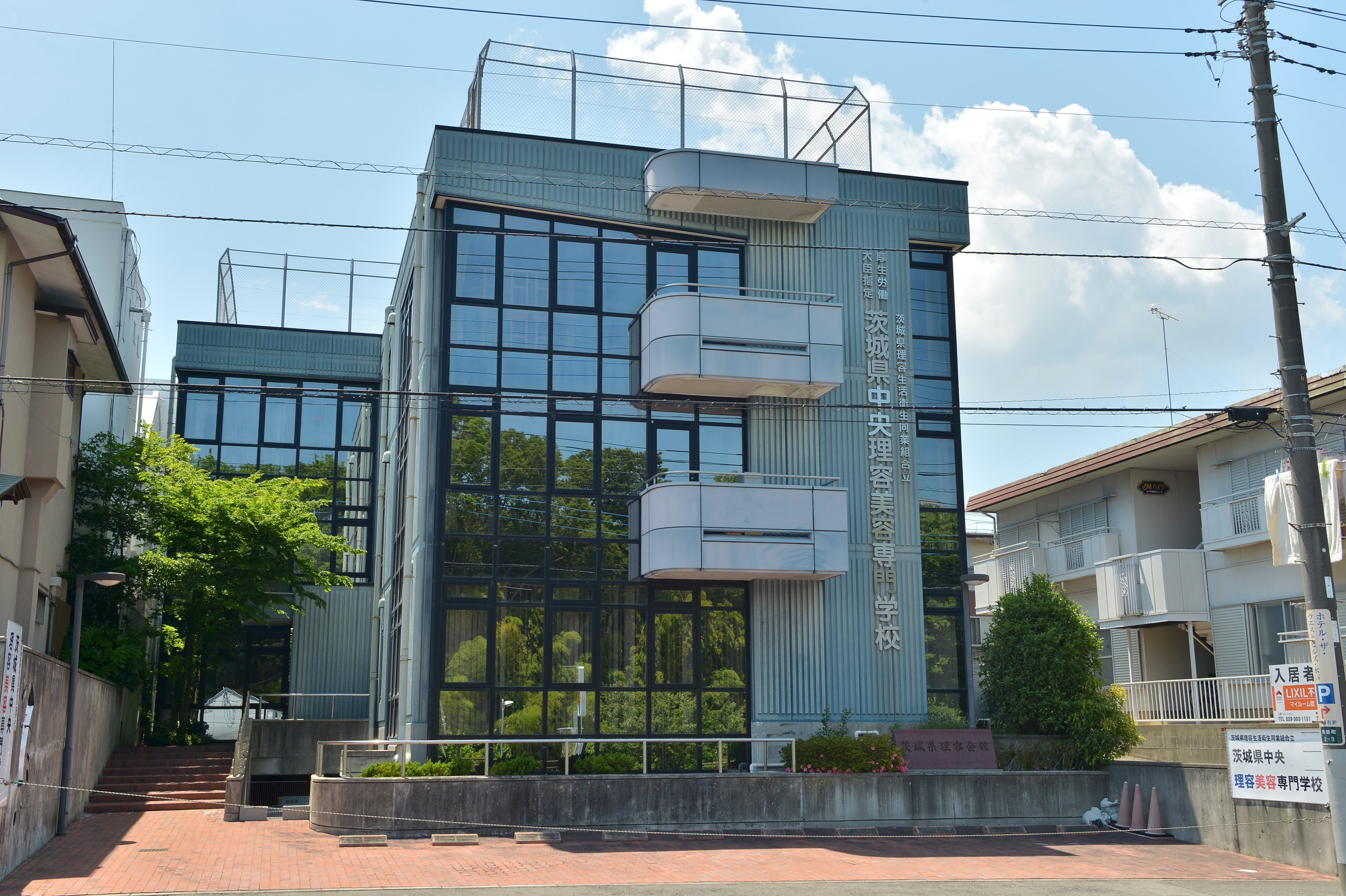
茨城県中央理容美容専門学校（水戸市）

## 沿革
- 1950年（昭和25年） 茨城中央理容学校完成
- 1954年（昭和29年） 厚生大臣指定を受け、茨城県中央理容学校開校
- 1958年（昭和33年） 茨城県理容環境衛生同業組合設立
- 1970年（昭和45年） 茨城高等理容専門学校に改称
- 1975年（昭和50年） 茨城高等理容専門学校解散
- 1976年（昭和51年） 茨城県理容環境衛生同業組合立茨城県理容専門学校設立開校
- 1978年（昭和53年） 茨城県理容学校に改称
- 1982年（昭和57年） 茨城県理容専修学校に改称
- 1998年（平成10年） 新校舎落成
- 2006年（平成18年） 茨城県理容生活衛生同業組合立茨城県中央理容美容専門学校に改称

## 設置課程
- 昼間専門課程
  - 理容科（入学定員40名）
  - 美容科（入学定員40名）
- 通信課程
  - 理容科（入学定員40名）

## 所在地
〒310-0033 茨城県水戸市常磐町2-3-37